# Sinhala Only Act
La Official Language Act (No. 33 of 1956), communément nommée Sinhala Only Act, était un projet de loi adopté par le parlement de Ceylan (en) en 1956. L'acte de loi remplace l'anglais par le singhalais comme seule langue officielle de Ceylan avec l'exclusion du tamoul.
À ce moment, le singhalais était la langue de la majorité de la population de l'île, composé par le peuple cingalais, soit près de 70 % de la population. En contrepartie, le tamoul était la langue maternelle des trois groupes ethniques minoritaires, les tamouls indiens (en), les tamouls srilankais et les maures srilankais, qui compte pour environ 29 % de la population du pays.
Cette mesure législative était controversée, car d'une part elle était vue comme étant un moyen pour un peuple nouvellement indépendant, de s'affranchir de ses anciens maîtres coloniaux ; mais d'autre part elle était également vue par ses critiques comme un moyen de d'opprimer et d'imposer la langue de la majorité à l'ensemble des habitants du pays. L'acte symbolise la détermination des Cingalais à faire de leur nouveau pays une Nation boudhiste et cingalaise. Pour les Tamouls, la loi symbolise une oppression de la minorité et donc une justification pour des revendications indépendantistes de l'Îlam tamoul, ainsi que l'émergence de la guerre civile du Sri Lanka qui durera pendant des décennies.

## Pouvoir britannique
Durant la période coloniale britannique, l'anglais était la langue officielle de la colonie. Avant le passage de la Free Education Bill en 1944, l'enseignement poussé de l'anglais était réservée à l'élite srilankaise et le reste de la population n'en avait qu'une connaissance rudimentaire. Alors qu'un nombre disproportionné d'écoles de langue anglaise sont établies dans le district de Jaffna au nord de l'île par la American Ceylon Mission (en), un nombre grandissant de Tamouls maîtrisent de plus en plus l'anglais,. Ce faisant, ceux-ci s'avèrent plus aptes à décrocher des emplois dans le Ceylon Civil Service (en) qui requérait une maîtrise de l'anglais.
Après l'élection du Lanka Sama Samaja Party au conseil d'État de Ceylan en 1936, les députés N. M. Perera (en) et Philip Gunawardena (en) demandent de remplacer l'anglais comme langue officielle par le singhalais et le tamoul. En novembre de la même année, les motions dans les tribunaux municipaux et de police de l'île, les procédures doivent se dérouler dans la langue vernaculaire et les saisies dans les commissariats de police doivent être enregistrées dans la langue dans laquelle elles ont été initialement indiquées sont adoptées par le conseil et transmises à l'assistant juridique.
Durant les années 1940, les chefs politiques cingalais étaient favorables à l'adoption de deux langues officielles. En 1944, J. R. Jayewardene et Solomon Bandaranaike s'en montraient favorables et Bandaranaike indiquait même n'avoir « aucune objection personnelle à ce que les deux langues soient considérées comme des langues officielles, et je n'y vois pas non plus de danger ou de difficulté particulière ».
Malgré cela, l'anglais continue d'être utilisé comme langue d'usage de l'État jusqu'en 1956.

## Ceylan après l'indépendance

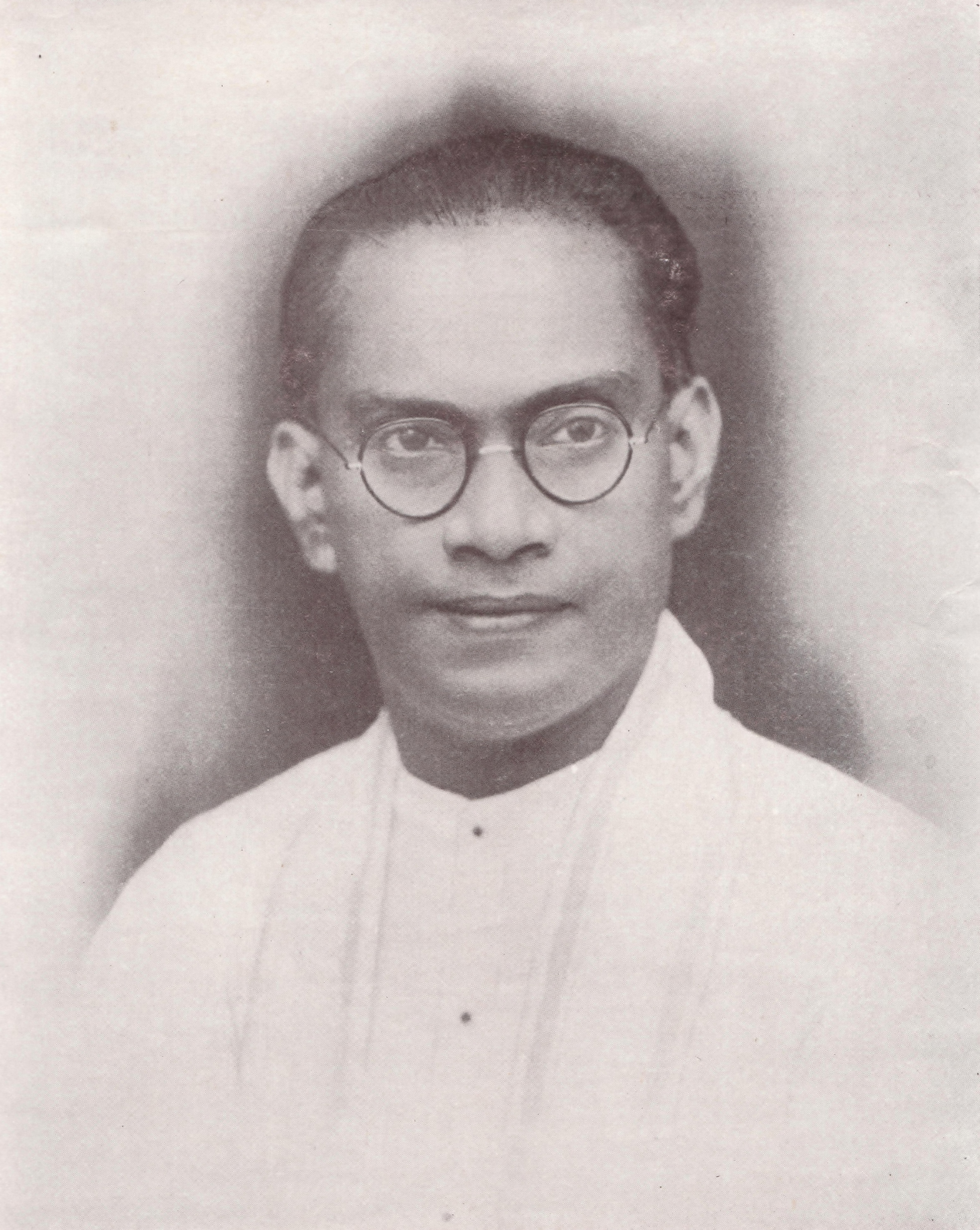
Premier ministre S. W. R. D. Bandaranayaka.

Accédant au statut de dominion dans l'Empire britannique en 1948 à la suite du mouvement indépendantiste largement non violent (en), le transfert pacifique de la souveraineté Britannique de l’île aux autorités locales srilankaises est opéré. Tentant de balancer les intérêts entre l'élite et les principales communautés, soit les Cingalais et les Tamouls, le gouvernement révoque le droit de vote aux Indiens tamouls, soit  près de 12 % de la population, à la demande des propriétaires étrangers de plantations,.
En 1951, l'ambitieux Solomon Bandaranaike rompt avec le conservateur Parti national uni (UNP) et créer le Parti de la liberté du Sri Lanka (SLFP) plus centriste. En 1953, la proposition intiale de deux langues officielles est remplacée par une proposition plus chauvine de Sinhala Only avec l'argument que le cingalais finirait par être submergé par le tamoul. Également comme argument d'offrir de meilleures opportunités au Cingalais alors que près de 50 % des emplois dans la fonction publique étaient occupés par des Tamouls, malgré leur représentation minoritaire dans le pays,.
En 1955, le SLFP décide officiellement de briser le consensus général de deux langues officielles et d'adopter le slogan de campagne Sinhala Only.

## Promulgation

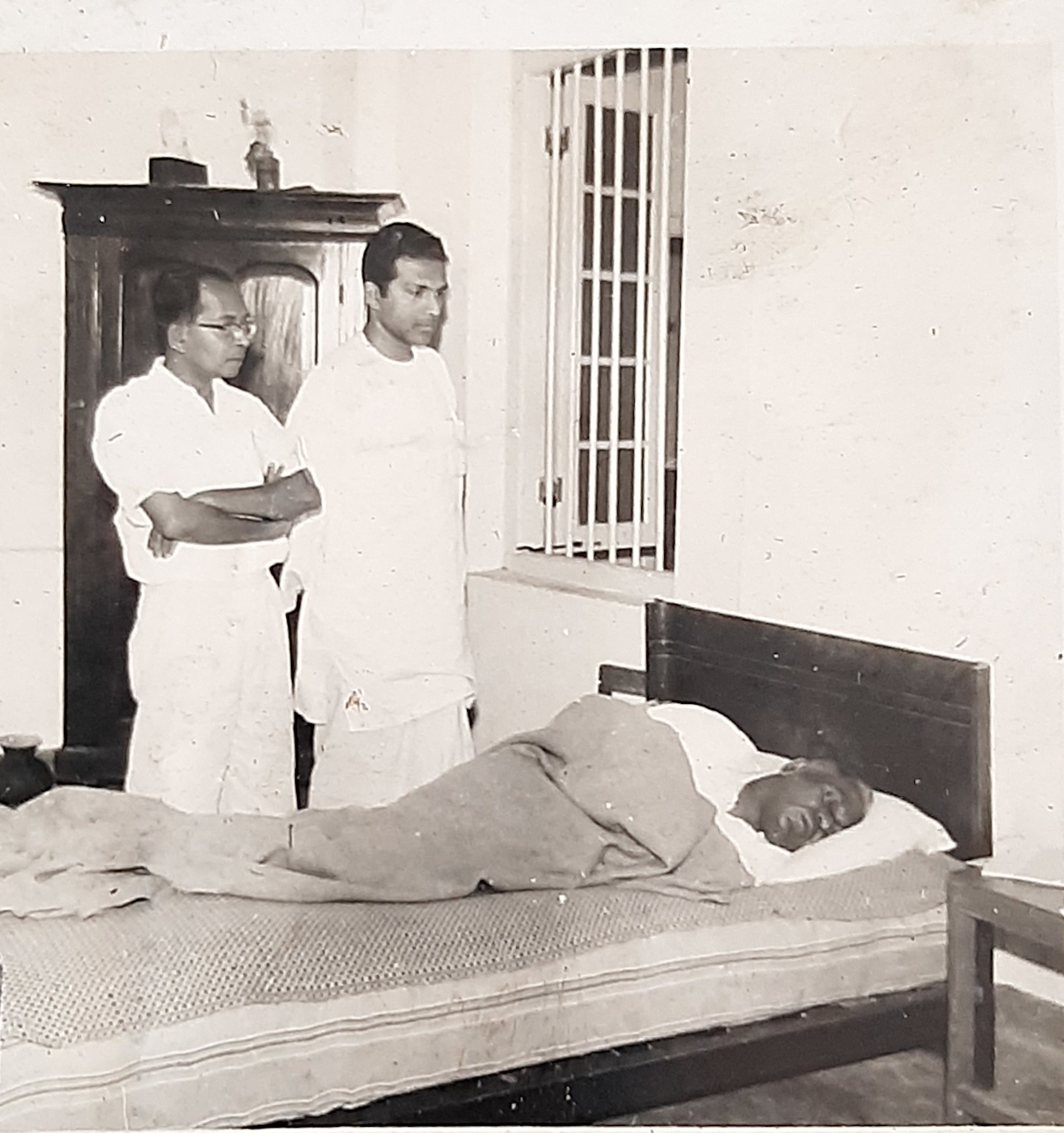
Jeûner jusqu'à la mort par le professeur F. R. Jayasuriya en 1956, pour forcer le gouvernement de Bandaranaike à mettre en œuvre le cinghalais comme seule langue d'État à l'exclusion de la langue tamoule des masses dans les provinces du nord et de l'est du pays.

À la suite de l'élection de 1956, le SLFP fait campagne sur des politiques nationalistes dont la politique linguistique est l'une de ses promesses principales. Ce faisant, le SLFP remporte une victoire éclatante à la tête d'une coalition nommée Mahajana Eksath Peramuna (en), qui conduit Bandaranaike à devenir premier ministre. Les Nationalistes cingalais (en) demandent immédiatement au gouvernement de mettre en œuvre la politique linguistique promise durant la campagne. Alors que Bandaranaike procède afin de faire du singhalais la langue officielle avec des dispositions administratives pour le tamouls, K. M. P. Rajaratne (en) et le profeseur J. E. Jayasuriya (en) entament un jeûne afin de faire modifier la législation et retirer les concessions faites à la langue tamoule. Cette action force Bandaranaike à retirer cette réserve et l'adoption de la The Ceylon (Constitution) Order in Council or Sinhala Only Bill est promulgué. La loi est adoptée avec l'accord du SLFP et de l'UNP, malgré l'opposition des parties de gauche LSSP et du Parti communiste du Sri Lanka, ainsi que des partis nationalistes tamouls (Ilankai Tamil Arasu Kachchi et All Ceylon Tamil Congress),.

## Opposition à la loi
L'opposition cingalaise au projet de loi provient surtout à la gauche du spectre politique, dont de N. M. Perera, chef du LSSP, qui dépose une motion qui mentionne que la loi « devrait être modifiée immédiatement pour que les langues singhalaises et tamoules 
soient les langues officielles de Ceylan, avec un statut paritaire dans toute l'île. ».
Colvin R. de Silva (en) du LSSP harangue aussi contre l'acte en ces termes: 
« Voulons-nous un Ceylan indépendant ou deux moitiés saignantes de Ceylan... ? Ce sont des questions dont nous discutons en fait sous la forme et l’apparence de la question linguistique… Une langue, deux nations ; Deux langues, une nation…. »
Le passage de l'acte entraîne l'organisation de Satyagraha par le parti fédéraliste tamoul Ilankai Tamil Arasu Kachchi à l'extérieur des murs du parlement. En réponse à ces mouvements, le groupe nationaliste cingalais Eksath Bhikkhu Peramuna (en) organise des contre-protestations entraînant des attaques contres les protestataires tamouls, ainsi que le Massacre de Gal Oya entre le 5 et 6 juin 1956.
Bandaranaike statue au parlement, le 6 juin 1956, que l'adoption de deux langues officielles entraînerait des dommages: « gravement préjudiciable à la pérennité et au progrès de la langue cinghalaise ; que cela impliquerait presque l'extinction de la langue singhalaise ».

## LeTamil Language Act
Suivant le massacre anti-tamoul de 1958 et afin d'apaiser de cette ethnie, le premier ministre Bandaranaike adopte le Tamil Language (Special Provisions) Act, No. 28 en août de la même année. Le projet de loi permettrait l'usage du tamoul comme langue d'instruction, comme langue d'examen pour l'obtention d'un poste dans la fonction publique (avec une connaissance suffisante du singhalais), ainsi que son usage dans les correspondances administratives officielles des provinces du Nord et de l'Est,.
Cependant, l'assassinat de Bandaranaike par une moine bouddhiste, prétendument pour des raisons de trahison ethnique, l'année suivante, retarde de huit ans les modalités de présentation de la loi au parlement.
Dès janvier 1961, le nouveau gouvernement de la veuve de Bandaranaike, Sirimavo, cherche à appliquer la Sinhala Only' Act avec force, en raison des pressions nationalistes cingalaises, via l'application de la loi n ° 3 de 1961 qui inscrit le cingalais comme seule langue d'usage des tribunaux. Malgré certaines dispositions mises en place par Dudley Senanayake en janvier 1966, ces dispositions sont reléguées au rang de lois subordonnées lors de l'adoption de la constitution républicaine (en) de 1972 sous le nouveau gouvernement de Bandaranaike. Ainsi, la constitution affirme que la langue tamoule: 
« Les Tamouls se sont sentis indignés qu'il soit spécifiquement stipulé dans la Constitution que les dispositions relatives à la langue tamoule pouvaient être modifiées par la législation ordinaire alors que les dispositions relatives aux Cingalais étaient constitutionnellement consacrées.. »

## Situation actuelle
À la suite de pressions du gouvernement indien en 1987, le Treizième amendements de la Constitution (en) est adopté et fait du singhalais la langue officielle du Sri Lanka avec le tamoul, également comme langue officielle, et l'anglais comme langue d'usage,. Néanmoins, dans la pratique, la prédominance d'officiers publiques cinghalais ne maîtrisant pas le tamoul, mais positionnés dans les régions où cette langue est majoritaire parmi la population, rend difficile l'interaction pour les ces derniers avec les autorités.